# Pichl-Preunegg
Pichl-Preunegg ist eine ehemalige österreichische Gemeinde mit 905 Einwohnern (Stand: 31. Oktober 2013)
in der Expositur Gröbming im Bezirk Liezen (Gerichtsbezirk Schladming) in der Steiermark. Im Rahmen der steiermärkischen Gemeindestrukturreform in der Steiermark ist sie seit 2015 mit den Gemeinden Schladming und Rohrmoos-Untertal zusammengeschlossen,
die neue Gemeinde wird den Namen Stadtgemeinde Schladming weiterführen. Grundlage dafür ist das Steiermärkische Gemeindestrukturreformgesetz – StGsrG.
Eine Beschwerde der Gemeinden Pichl-Preunegg und Rohrmoos-Untertal gegen die Zusammenlegung beim Verfassungsgerichtshof war nicht erfolgreich.

## Geografie

### Gemeindegliederung
Das Gemeindegebiet umfasste folgende drei Ortschaften (in Klammern Einwohnerzahl Stand 31. Oktober 2011):
- Gleiming (152)
- Pichl (642)
- Preunegg (146)

Die Gemeinde bestand aus den beiden Katastralgemeinden Pichl und Preunegg.

### Eingemeindungen
Im Zuge der steirischen Gemeindestrukturreform wurde die Gemeinde Pichl-Preunegg am 1. Jänner 2015 mit den Gemeinden Schladming und Rohrmoos-Untertal fusioniert.

## Geschichte

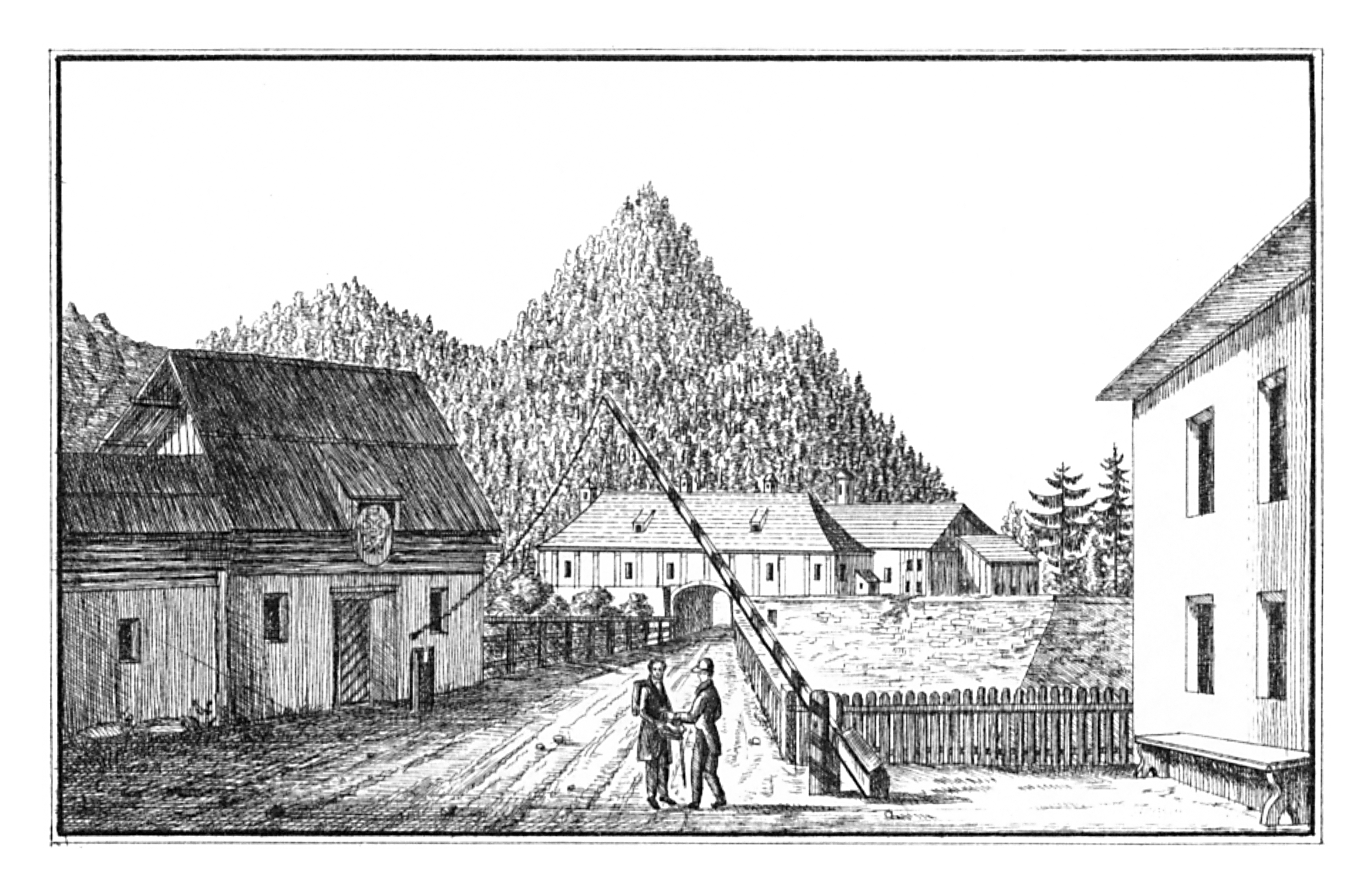
Mandling, die Mautstelle an der Grenze zu Salzburg, lith. um 1830

Die Aufhebung der Grundherrschaften erfolgte 1848. Die Ortsgemeinde als autonome Körperschaft entstand 1850. Nach der Annexion Österreichs 1938 kam die Gemeinde zum Reichsgau Steiermark, 1945 bis 1955 war sie Teil der britischen Besatzungszone in Österreich.

## Politik
Bürgermeister war bis zur Auflösung der Gemeinde am 31. Dezember 2014 Siegfried Keinprecht (ÖVP).
Der Gemeinderat setzte sich nach den Gemeinderatswahlen von 2010 bis dahin wie folgt zusammen:

6 ÖVP, 1 SPÖ und 2 FPÖ.

### Wappen
Die Verleihung des Gemeindewappens erfolgte mit Wirkung vom 1. Oktober 1987.

Blasonierung (Wappenbeschreibung):
„Über einem silbernen Dreiberg eine durchlaufende rote, silbern gefugte Zinnenmauer, aus der in Silber ein gehörnter schwarzer Panther mit offenem Rachen wächst.“

## Kultur und Sehenswürdigkeiten
- Katholische Pfarrkirche Pichl an der Enns hl. Jakobus der Ältere

## Persönlichkeiten

### Ehrenbürger
- 1964: Alois Eder, Pfarrer[8]

### Söhne und Töchter der Gemeinde
- Heinrich Zechmann (1898–1979), österreichischer Politiker (FPÖ) und Bahndirektionspräsident